# 292e régiment d'infanterie
Pour les articles homonymes, voir 292e régiment.
Le 292e régiment d'infanterie (292e RI) est un régiment d'infanterie de l'Armée de terre française constitué au début de la Première Guerre mondiale en 1914 avec les bataillons de réserve du 92e régiment d'infanterie. Il est dissous dès 1916. Il est recréé comme régiment de réserve de 1968 à 1996.

## Création et différentes dénominations
- 12 août 1914 : formation du 292e régiment d'infanterie
- 28 juin 1916 : dissolution
- 1968 : nouvelle création du 292e régiment d'infanterie, comme régiment de réserve à mettre sur pied en cas de mobilisation
- 1996 : dissolution

## Chefs de corps
- 12 août 1914 : lieutenant-colonel Lalande[1],
- 1914 - 1915 : lieutenant-colonel Gatel[1],
- 1915 - 1916 : lieutenant-colonel Touchard[1],
- 1916 : lieutenant-colonel Flamen d'Assigny[1],
- 1976 - 1978 : colonel Teilhard de Chardin[2].

## Historique des garnisons, combats et batailles du 292eRI

### Première Guerre mondiale

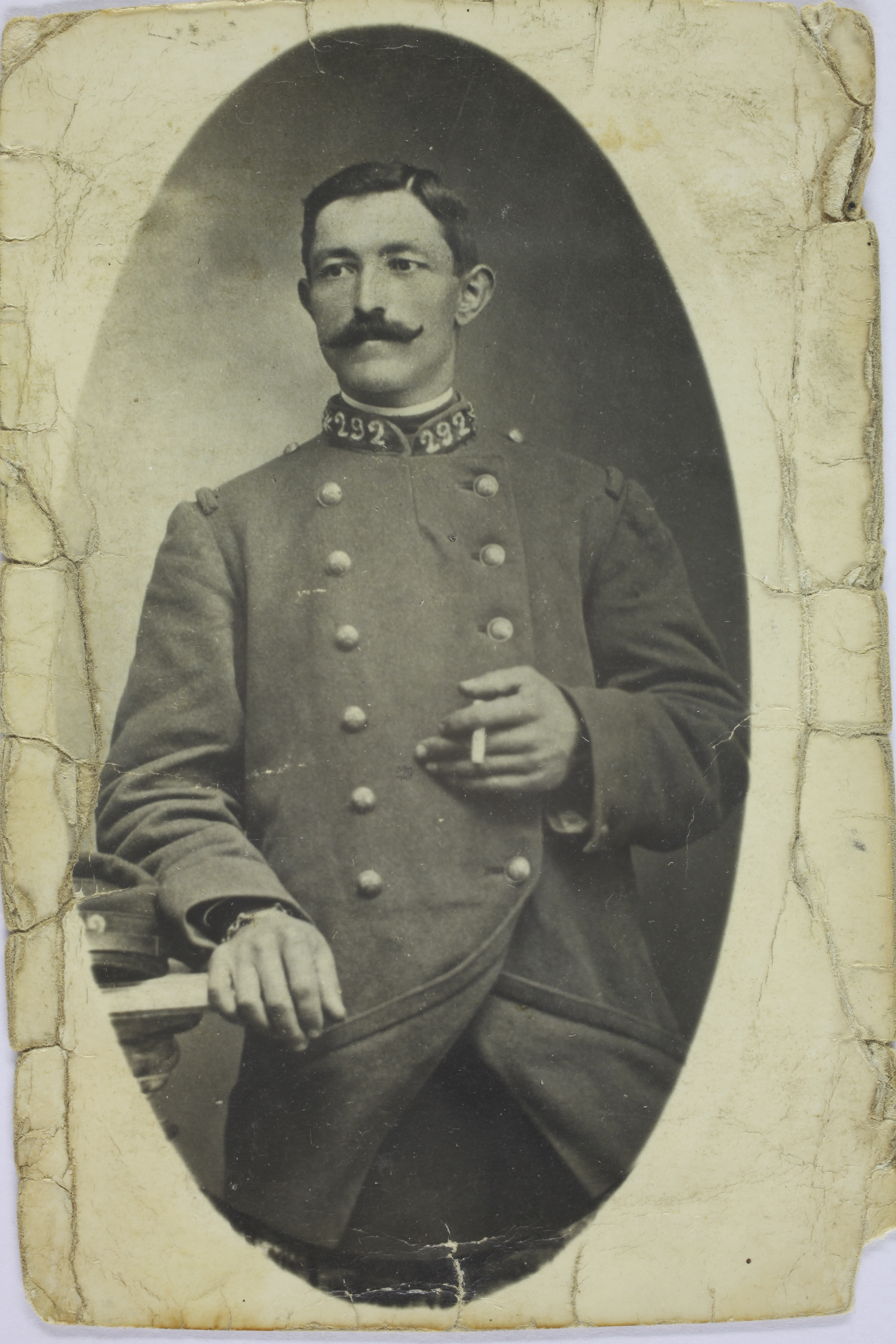
Portrait d'un soldat du en 1914.

#### Affectations
- 126e brigade de la 63e division d'infanterie d'août 1914 à juin 1916

#### 1914
Le régiment est mobilisé à Clermont-Ferrand et quitte sa ville le 12 août 1914. Il est engagé avec la 63e DI, elle-même subordonnée au 1er groupe de divisions de réserve dans la bataille d'Alsace à partir du 19 août. Embarqué en urgence le 27 août à Belfort, le régiment, dont la division est maintenant rattachée au 7e corps d'armée, débarque le 29 à Folleville dans la Somme. L'Armée française est en pleine retraite et le 292e se replie jusqu'à Marly (Seine-et-Oise) le 5 septembre 1914.
Le régiment est alors engagé dans la bataille de l'Ourcq. Il attaque vers Puiseux le 6 septembre et prend le village. Le 8 septembre, le régiment poursuit vers Vincy-Manœuvre. S'établissant en défense, il bloque les contre-attaques allemandes mais subit de fortes pertes. Il passe en réserve le lendemain mais les Allemands amorcent leur mouvement de retraite (victoire de la Marne), poursuivis par la 63e DI.
Dans la poursuite, le 292e RI passe l'Aisne le 12 septembre et attaque le lendemain vers la cote 140 (Nouvron-Vingré). Le 14, il fortifie Port-Fontenoy. Renforcé le 15, il repousse de fortes attaques allemandes les 20 et 21. Le 3, le 9 et le 30 octobre, le régiment attaque les tranchées allemandes vers la cote 140 mais ne parvient pas à percer. Le 12 novembre, le 292e, et tout le 7e corps, tente un nouvel assaut qui échoue.

#### 1915

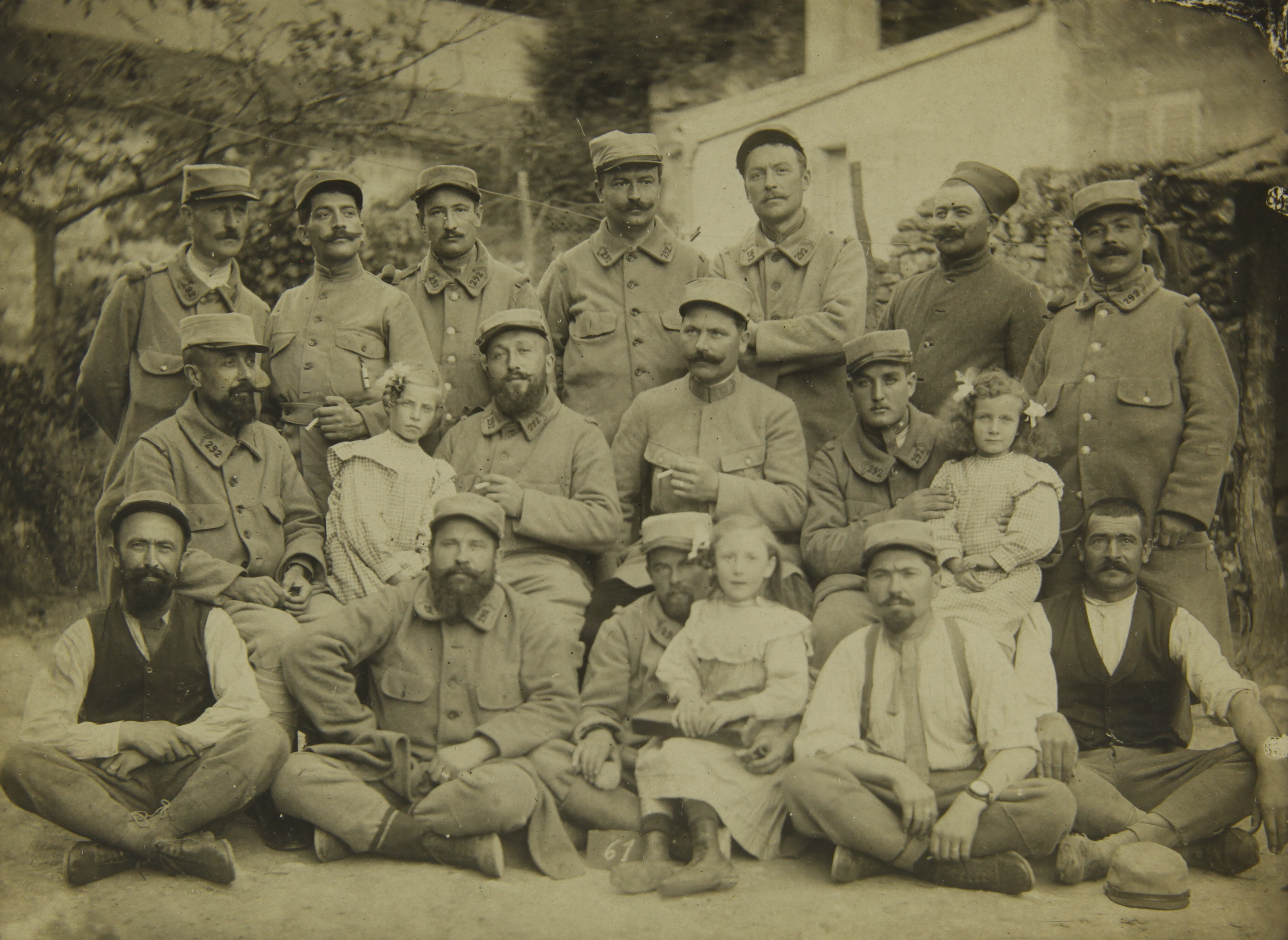
Groupe de soldats du en 1915.

Le régiment est en réserve de division.

#### 1916
28 juin : Dissolution

### De 1968 à 1996
En 1968, le 292e régiment d'infanterie est recréé comme régiment de réserve au centre mobilisateur 16 de Clermont-Ferrand, dérivé du 92e RI. En 1978, le régiment est rattaché à la nouvelle 114e division d'infanterie. Le régiment est mis sur pied à titre expérimental en 1979.
Le régiment est dissous en 1996.

## Traditions

Dessin du revers du drapeau du.

### Drapeau
Le drapeau du 292e régiment porte les inscriptions :
- L'Ourcq 1914
- L'Aisne 1914

### Décorations
Du fait de sa brève existence, il ne reçoit pas de fourragère.

### Insigne
L'insigne du régiment est homologué G.2674 en janvier 1979 et fait référence à l'origine auvergnate des 92e et 292e RI. Il est constitué d'un écu français moderne d’or à la bordure de gueules chargé en cœur du gonfanon d’Auvergne que broche une tête de Gaulois d’argent. En pointe nombre 292 de gueules.

## Personnalités ayant servi au292eRI
- Thierry de Martel (1875–1940), pionnier de la neurochirurgie[15].

### Sources et bibliographie
- Historique du 292e régiment d'infanterie pendant la Guerre, Tours, Maisons Alfred Mame et fils (lire en ligne).